# Chris Lomme
Christine (Chris) Leonie Emma Lomme (Kortrijk, 5 december 1938) is een Vlaamse actrice.
Ze ontving in november 2009 de prijs van verdienste uit handen van de Vereniging van de Vlaamse filmpers en werd de laureate van de carrièreprijs 2010 van de Vlaamse Televisie Academie tijdens de Vlaamse Televisie Sterren-ceremonie van februari 2011.

## Biografie
Chris Lomme komt uit een artistiek nest: haar ouders speelden in het amateurtoneel. Haar moeder was bovendien coloratuur-sopraan. Op 15-jarige leeftijd ging Chris Lomme naar het conservatorium in Kortrijk, waar ze onder meer voordracht en muziek volgde. Op 16-jarige leeftijd debuteerde ze naast haar vader in "Antigone".
In 1956 trok ze naar het toen nog tweetalige conservatorium in Brussel om "Voordracht Toneel" zowel in het Frans als in het Nederlands te studeren.
Haar doorbraak kwam er in 1959 met haar rol als Marieke in Schipper naast Mathilde (1955-1963), waar ze haar latere echtgenoot Nand Buyl leerde kennen. In die rol werd ze vereeuwigd in het lied van De Kreuners: Verliefd op Chris Lomme.
Tussen 1962 en 1991 was Lomme als vaste actrice verbonden aan de Koninklijke Vlaamse Schouwburg. Ze verliet het gezelschap om als freelance-actrice op de planken te staan, onder meer bij Blauwe Maandag Compagnie, De Tijd, NTGent, Theater Malpertuis en Braakland/ZheBilding. In 't Arsenaal in Mechelen speelde Chris Lomme naast Jaak Van Assche in Het licht in de ogen en samen met Jo De Meyere in meer dan 140 voorstellingen van Achter de wolken (tekst en regie: Michael De Cock).
In 2016 speelde Chris Lomme mee in Het kraken van de maan van 't Arsenaal en kwam de verfilming van het toneelstuk Achter de wolken in de bioscoop met Chris in de hoofdrol. In 2016 speelde ze ook de hoofdrol in La Princesse de Polignac, dat vanaf maart door Vlaanderen toerde. Op vrijdag 22 december 2017 maakte ze haar intrede in de populaire Eén-soap 'Thuis'. 
Haar echtgenoot Nand Buyl overleed op 24 maart 2009 op 86-jarige leeftijd aan de gevolgen van een hersenbloeding.
In 2019 ontving ze een Ereteken van de Vlaamse Gemeenschap.

## Filmografie
Na haar rol in Schipper naast Mathilde werd ze gevraagd voor een groot aantal films en televisieprogramma's, waaronder:
- Schipper naast Mathilde - Marieke (1959)
- Om Godelieve (1959)
- Wilde paarden (1959)
- De rozen van Henry Tayer (1959)
- Welke dokter opereerde die nacht? (1959)
- 30 Sekonden liefde (1959)
- Azouk (1959)
- Pas op voor de verf (1959)
- Carnaval Marmelade (1962)
- Cupido Dictator (1963)
- Roulette (1963)
- Burger Bluffer (1964)
- Henk in Wonderland (1964)
- Robert en Bertrand (1965)
- Stroppelacorde (1965)
- Theedrinken (1965)
- Acht vrouwen (1965)
- Johan en de Alverman - Simone (1965)
- Sterf nooit voor je tijd (1965)
- Axel Nort - Sonja (1966)
- Zachtjes met de deuren (1966)
- Midvoor - Nora (1966)
- Dallas - getuige (1967)
- Midas - Betty (1967)
- Eindelijk vakantie - Ellen (1967)
- Kaviaar of spaghetti - Florella (1968)
- De drie musketiers - Milady De Winter (1968)
- Moeder Courage en haar kinderen - Katrien (1969)
- Driestuiversopera - Spelonken Jenny (1969)
- Othello - Desdemona (1969)
- Toontje heeft een paard getekend - Clare (1969)
- Nand in eigen land (1970)
- 't was de wind - Teresina (1970)
- Arsenicum en oude kant - Elaine Harper (1971)
- Het zwaard van Ardoewaan - Rikki (1972)
- Skandalon - Silvana (1972)
- De routiers - Frieda (1973)
- Fientje Beulemans - Fientje (1974)
- Tim - Ilona (1975)
- De getemde feeks - Catharina (1975)
- Mazelen - Truus (1976)
- Het hemelbed - Agnes (1977)
- Een stille liefde (1977)
- Vroeger - Anna (1977)
- Een kamer in de stad - Betty (1977)
- Het huwelijksfeest - Kate White (1978)
- Doctor Vlimmen - Truus (1978)
- Buren (1978)
- Doodzonde - Chris (1978)
- Maria Speermalie - Emma (1979)
- Twee vrouwen (1979)
- Een maand op het land - Natalia (1979)
- De proefkonijnen - Ann (1979)
- De Witte - Rosette (1980)
- Het meisje met het rode haar - Mevrouw de Ruyter (1981)
- Het einde van de reis - Maria (1981)
- De dame en de marskramer (1981)
- Mensen zoals jij en ik - Marjan (1982)
- Het verleden - Katrien (1982)
- Toute une nuit (1982)
- Wodka Orange (1982)
- Voor de glimlach van een kind - Stem van de figuur (1982)
- De Nand funktie - Hélène (1983)
- Hedda Gabler - Hedda Gabler (1984)
- De Surprise (1984)
- Wildschut - Sybil (1985)
- Hard labeur - Mie (1985)
- De Dwaling - Louise Drieberg (1987)
- Skin - Maria (1987)
- Mijnheer halverwege - Hilda Halverwege (1987)
- Zonderlinge zielen - Emma (1988)
- Gejaagd door het weekend (1989)
- Blueberry Hill - Lea Weemaes (1989)
- Maman - Bankdirectrice (1990)
- Het sacrament - Lotte (1990)
- Oog in oog - Eva (1991)
- Notekraker (1991)
- Caravans - Zweedse echtgenote (1992)
- Moeder, waarom leven wij? - Moeder (1993)
- Bex & Blanche (1993)
- Wittekerke - Mevr. Schoenaerts (1994)
- Buiten De Zone (1994)
- Niet voor publikatie - Moeder de Poorter (1995)
- She good fighter - Voorzitter Deferm (1995)
- Ons geluk - Trien Hox (1995)
- Marie Antoinette is niet dood - Mevr. van Rapenburg (1996)
- Elixir d'Anvers - Madame Jamar (1996)
- Heterdaad - Brigit van Hout (1997)
- The fabulous Baxter Brothers (1998)
- De zeven deugden (1999)
- Blinker - Oma (1999)
- Verweesde liefdesbrieven (2000)
- Veel geluk, professor - Mevr. Thompson (2001)
- Recht op Recht - Juf Lydia (2002)
- Aspe - Leona Vits (2004)
- Thuis extra - cafébazin (2004)
- Confituur - Josée (2004)
- Witse - Aimée Versweyveldt (2004)
- The Incredibles - overige stemmen (2004)
- Matroesjka's - Monique Wilson (2005)
- F.C. De Kampioenen - Roza Scheers (2005)(Gastrol, s15e6: op vrijersvoeten)
- De Wet volgens Milo - Mevr. de Bock (2005)
- Urbain (2005 - Mémé)
- Als 't maar beweegt - Brooke (2005)
- Katarakt (2008 - Gerda Donkers)
- Happy Together (2008 - Lilly)
- Christmas In Paris (2008 - Alice Gardner)
- Halleluja! - Moeder (2008)
- Sœur Sourire (2009 - Moeder Overste)
- In haar labyrint - stem
- De Rodenburgs (2009 - Marie-France Cénépart)
- Dag en Nacht (2010 - Germaine Delcourt) (Gastrol)
- Misschien later - Jennie (2010)
- Zot van A. (2010)
- Dubbelleven (2010) - Julia Van Dijck
- De Rodenburgs - Marie-France Cénépart (2009-2011)
- Het goddelijke monster (2011 - Bijrol)
- Danni Lowinski (2012-2013 - Magda Van Severen) (Gastrol)
- In Vlaamse velden (2014 - Geraldine)
- Het Vonnis (2013)
- Connie & Clyde - Germaine (2013 - Gastrol)
- Voor wat hoort wat - Flo (2015)
- Achter de wolken - Emma (2016)
- Thuis - Mariëtte (2018)
- Undercover - Yvette (2020)
- Glad Ijs - moeder Verbist (2021)
- Alleen Ik (kortfilm) - Bijrol (2022)

## Theater
Lomme was ook actief als actrice bij de Koninklijke Vlaamse Schouwburg (KVS) in Brussel tot 1991.
Ze speelde onder andere in "Othello", "De kersentuin", "Agnes en God". Sinds enkele jaren is ze vooral een freelance-actrice die in tal van producties stond "Het licht in de ogen" ('t Arsenaal mechelen)."Zoon" (Braakland/ZheBilding) en "Mevrouw Appelfeld" (met Antje De Boeck in een productie van Theater Malpertuis in Tielt). Daarnaast heeft Chris Lomme ook een poeziëprogramma "Mijn leven langs de poëzie om" dat ze in het theater brengt.
Hieronder staat een overzicht van de toneelstukken waarin ze speelde.

### Freelance
- 2022 Grijze tuinen (Het gevolg)
- 2017 Adele en Helena
- 2016: La Princesse de Polignac (I Solisti del Vento)
- 2016: Het kraken van de maan ('t Arsenaal)
- 2014-15: Leni & Susan (Braakland/ZheBilding)
- 2013-14: Ilias-marathonlezing
- 2012: Achter De wolken (met Jo De Meyere)
- 2010: Het verdriet aan de overkant (Kopergietery)
- 2008: De sneeuwman
- 2007-2008-2009: Poeziëprogramma 'Mijn leven langs de poezië om"
- 2007: Mevrouw Appelfeld (première 11 januari 2007) (Malpertuis)
- 2005-06: Het "nieuwe" licht in de ogen ('t Arsenaal); Zoon (Braakland/zhebilding)
- 2004-05: Het licht in de ogen ('t Arsenaal); Semper Vivat (Theater Taptoe)
- 2003-04: Chocoladetongen (Raamtheater); Madame Bovary
- 2002: Masterclass (NTGent)
- 2000: Folies (Musical)
- 1997: Het Mens (Blauwe Maandag Compagnie)
- 1997 Een bruid in de morgen Het gevolg
- 1996: De Stoelen (Malpertuis)
- 1995: 'k Heb het gezien ('t Gebroed)
- 1994: Pélias et Mélisande (De Tijd)
- 1988: De reis naar Cevita (Kvs-Brussels Kamer Toneel); De Meeuw (Blauwe Maandag Compagnie)
- 1982: Mensen zoals jij en ik aflevering: 11 Met de kinderen naar buiten

### Koninklijke Vlaamse Schouwburg
- 1993: Een onderwereldse glimlach; Herfst en Winter (Ibsen); Vaudeville (drie eenakters: Het Jubileum - De bruiloft en Zwanezang)
- 1991: Eindspel (Beckett); Herfstduet (Aleksej Arboezov)
- 1990: In het tuinhuis (Jane Bowles); Lange dagreis in de nacht (O'Neill); Spoken (Ibsen); Dodendans (August Strindberg)
- 1989: Chaos is god het naast; Het Huis van Bernarda Alba (Federico García Lorca)
- 1988: Les Liasons Dangereuses; Nachtwake
- 1987: Macbeth; De Wesp; Mijnheer Halverweghe (David Turner); De kersentuin (Anton Tsjechov); Agnes en God
- 1985: Ieder zijn waarheid; De eetkamer; Ik en jij, Hij en zij; En toen kwam Rosa

- Bibliothèque nationale de France: cb16172338m (data)
- Gemeinsame Normdatei: 173619908
- International Standard Name Identifier: 0000 0003 6281 2138
- MusicBrainz: 8cd05872-d310-461d-93d2-3a8cee5ff0de
- Système universitaire de documentation: 142828572
- Virtual International Authority File: 228064626
- WorldCat: E39PBJwD6HvMqc9d3xDjChrrMP